# Ядерна енергетика Хорватії
У Хорватії немає атомних електростанцій на своїй території. Хорватія є співвласником атомної електростанції Кршко разом зі Словенією; підприємство Кршко було побудовано в епоху Югославії на території нинішньої Словенії. Станом на 2022 рік 16% споживання електричної енергії у Хорватії забезпечується АЕС Кршко, яка, як очікується, буде виведена з експлуатації в 2023 році.
У 1978 році адріатичний острів Вир був обраний місцем для майбутньої атомної електростанції, але від цих планів відмовилися.
У 1980-х роках планувалося будівництво АЕС Превлака.
Згідно з повідомленнями, з 2009 року Хорватія обговорює з Албанією варіант будівництва атомної електростанції на березі Шкодерського озера, на кордоні з Албанією та Чорногорією. У квітні 2009 року уряд Хорватії спростував факт підписання будь-якої угоди.
В опитуванні 2012 року серед 447 громадян Хорватії, яких запитали «Чи вважаєте ви виправданим використання атомної енергії для виробництва електроенергії?», 42% відповіли «так», а 44% відповіли «ні».
У 2021 році уряд Словенії видав GEN Energija енергетичний дозвіл на планування та будівництво другого блоку АЕС Кршко, після чого міністр економіки та сталого розвитку Хорватії Томіслав Чорич заявив, що Хорватія «не буде доброзичливо дивитися на будівництво нового блоку». У березні 2022 року Пленкович підтвердив готовність Хорватії увійти в проект будівництва другого блоку АЕС Кршко.
У 2025 році Хорватія розпочала дослідження потенційних майданчиків розміщення ядерних електростанцій.

## Перелік реакторів
| Назва    | Блок №. | Реактор | Реактор           | Статус       | Чиста потужність (MW) | Початок будівництва | Комерційне використання | Закриття |
| Назва    | Блок №. | Тип     | Модель            | Статус       | Чиста потужність (MW) | Початок будівництва | Комерційне використання | Закриття |
| -------- | ------- | ------- | ----------------- | ------------ | --------------------- | ------------------- | ----------------------- | -------- |
| Превлака | 1       | PWR     | Westinghouse (WH) | Не будувався | 1000–1200             |                     |                         |          |